# En kunglig idyll
En kunglig idyll är en svensk kortfilm från 1935 i regi av Gunnar Tannefors. 

## Om filmen
Filmen visar upp Drottningholms slott samt spelscener med Gösta Ekman som Gustav III inspelade år 1925. Spelscenerna var avsedda till filmen Drottningens juvelsmycke som aldrig blev färdiginspelad.

## Rollista
- Gösta Ekman - Gustaf III
- Stig Järrel - speaker